# Посолство на България в Отава
Посолството на България в Отава е официалната дипломатическа мисия на България в Канада.
То е разположено на ул. „Стюарт“ №325 (325 Stewart Street) във федералната столица Отава.

## История
На 30 юни 1966 г. в Отава са подписани редици протоколи, които уреждат спорни въпроси между Канада и Народна Република България. С този акт се премахват проблемите за установяване на дипломатически и търговски отношения между двете страни. Дипломатическо представителство на България в Канада първоначално се свежда до консулство (без посланик). Протоколите са подписани от Геро Грозев – заместник министър на външните работи на България и Пол Мартин - държавен секретар по външни работи на Канада. Споразумението дава възможност на България да открие и търговско представителство в Монреал.

## Посланици на България в Канада
- Кирил Господинов Щерев (1967 – 1971)
- Любомир Желязков Вълков (1971 – 1976)
- Константин Христов Теллалов (1976 – 1980)
- Стефан Тодоров Станев (1980 – 1983)
- Владимир Борисов Велчев (1983 – 1986)
- Бойко Милков Тарабанов (1986 – 1990)
- Чавдар Георгиев Дамянов (1990 – 1992)
- Слав Василев Данев (1992 – 1999)
- Бранимир Стоянов Заимов (2000 – 2004)
- Димитър Василев Димитров (2005 – 2007)
- Евгени Стефанов Стойчев (2007 – 2011)
- Николай Милков Милков (2013 – 2017)
- Светлана Стойчева-Етрополски (2018 – 2022)
- Пламен Георгиев Георгиев (2023–)

## Други представителства на България в Канада
- Генерално консулство в Торонто, градът с най-голямата българска общност в Канада.

## Почетни консули
Република България има следните почетни консули в Канада
- Георги Паничерски в град Монреал (Bureau du Consul honoraire de Bulgarie) от 2001 г.
- Бьонг Гил Сух (Ron Suh) в град Ричмънд от 2017 г.

### Бивши почетни консули
- Игнат Канеф в град Брамптън (President of Kaneff Group of Companies) от 2003 до 2020 г.

## Галерия
- Церемония по издигане на българското знаме пред Общината в град Отава, 3 март 2025 г.
- Посланик Пламен Георгиев с поздравителен адрес по време на церемонията по издигането на българското знаме в Отава, 3 март 2025 г.